# Hannu-Pekka Parviainen
 (juillet 2017).
HP Parviainen de son vrai nom Hannu-Pekka Parviainen (né le 18 août 1981 à Seinäjoki en Finlande) est l'un des cascadeurs de la série télévisée finlandaise Les Dudesons, l'équivalent finlandais de la série américaine Jackass. Il est né à Seinäjoki en Finlande. Les autres membres sont Jukka Hilden, Jarno « Jarppi » Leppälä et Jarno Laasala. Il est le plus jeune de la bande, né en 1981. Il fait des études pour être professeur et veut donner l'exemple. Quand il était petit, il avait l'intention de devenir un pompier.